# Porphyroklast
Porphyroklasten sind Überreste relativ großer, meist abgerundeter, resistenter Kristalle in metamorphen Gesteinen. Sie unterscheiden sich in ihrer Korngröße durch mehr als eine Größenordnung von den Bestandteilen der umgebenden, rekristallisierten Matrix. Die Foliationsebenen innerhalb der Matrix gürten sich gewöhnlich um die rheologisch widerstandsfähigeren Porphyroklasten und werden in ihrem Verlauf von diesen abgelenkt.

## Etymologie

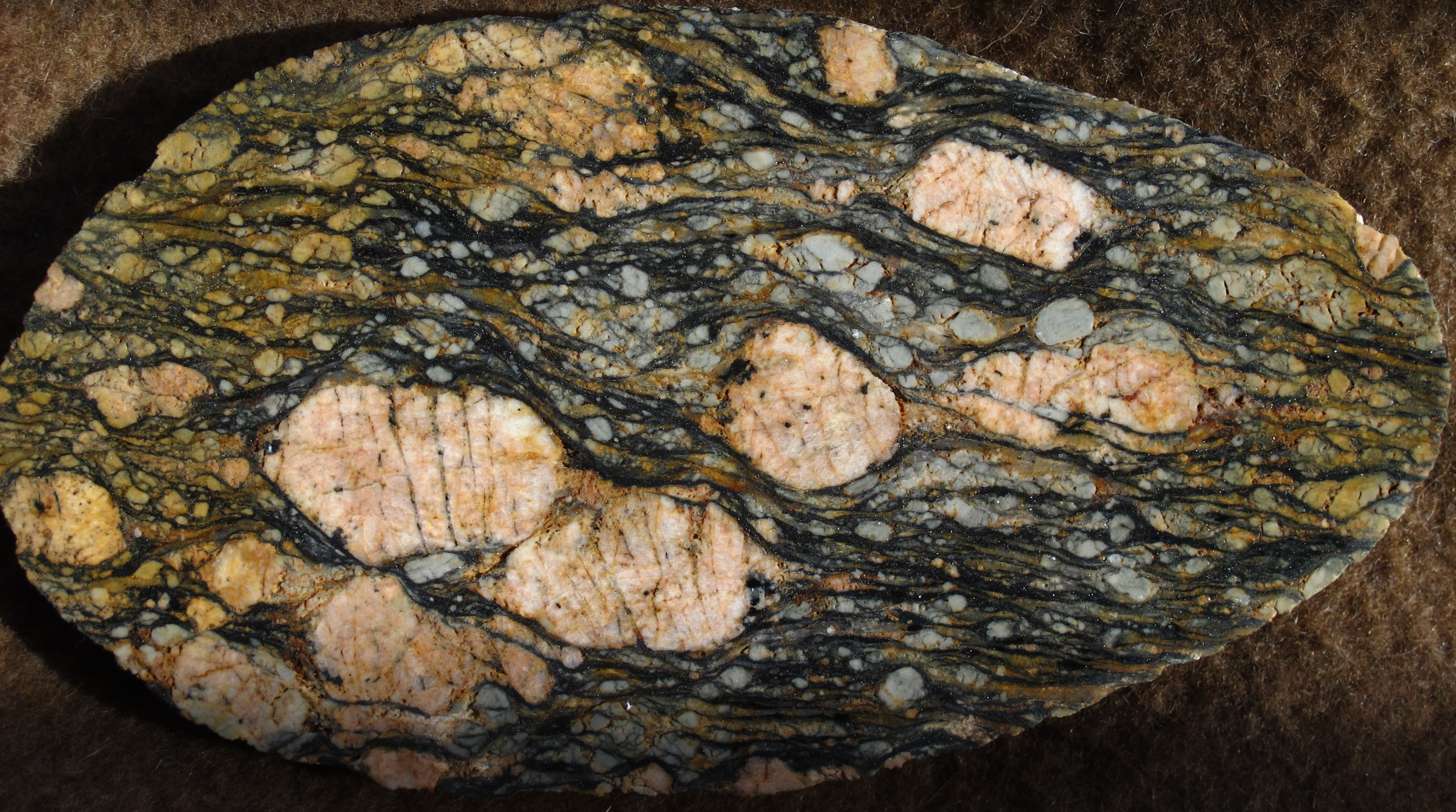
Augenmylonit aus Røragen in Norwegen mit großen Porphyroklasten von Alkalifeldspat

Der Begriff Porphyroklast ist eine Wortschöpfung, die sich aus den griechischen Begriffen πορφύρα porphyra (purpurfarben) und κλαστός klastós (zerbrochen) ableitet. Gemeint ist hiermit die Feldspatfärbung in einem Porphyr. Klastós geht auf  κλάω kláo (zerbrechen) zurück. Ein Klast stellt allgemein ein Gesteinsfragment dar, wie es bei Sedimenten auftritt.

## Konstituierende Minerale
Porphyroklasten bestehen gewöhnlich aus den Mineralen Feldspat (Alkalifeldspat und Plagioklas), Granat, Staurolith, Turmalin, Sphen, Muskovit, Hornblende, Pyroxen (Orthopyroxen), Dolomit und nur selten auch Quarz.

## Vorkommen
Porphyroklasten treten in Kataklasiten und in aus Granitoiden und Gneisen hervorgegangenen Myloniten auf.

## Typologie
Generell lassen sich Porphyroklasten in einfach und komplex aufgebaute Formen trennen. Einfach aufgebaute Porphyroklasten sind Einzelkristalle der oben angeführten Minerale, untergeordnet auch Kristallaggregate. Die meisten Glimmerfische sind einfach aufgebaute Porphyroklasten. Zu den komplex aufgebauten Porphyroklasten (auch als Porphyroklastensystem bezeichnet, englisch porphyroclast system) gehören die ummantelten Porphyroklasten (englisch mantled porphyroclasts). Ihr feinkörniger Mantel besteht aus Mineralen derselben Spezies wie der Klast.

### Ummantelte Porphyroklasten

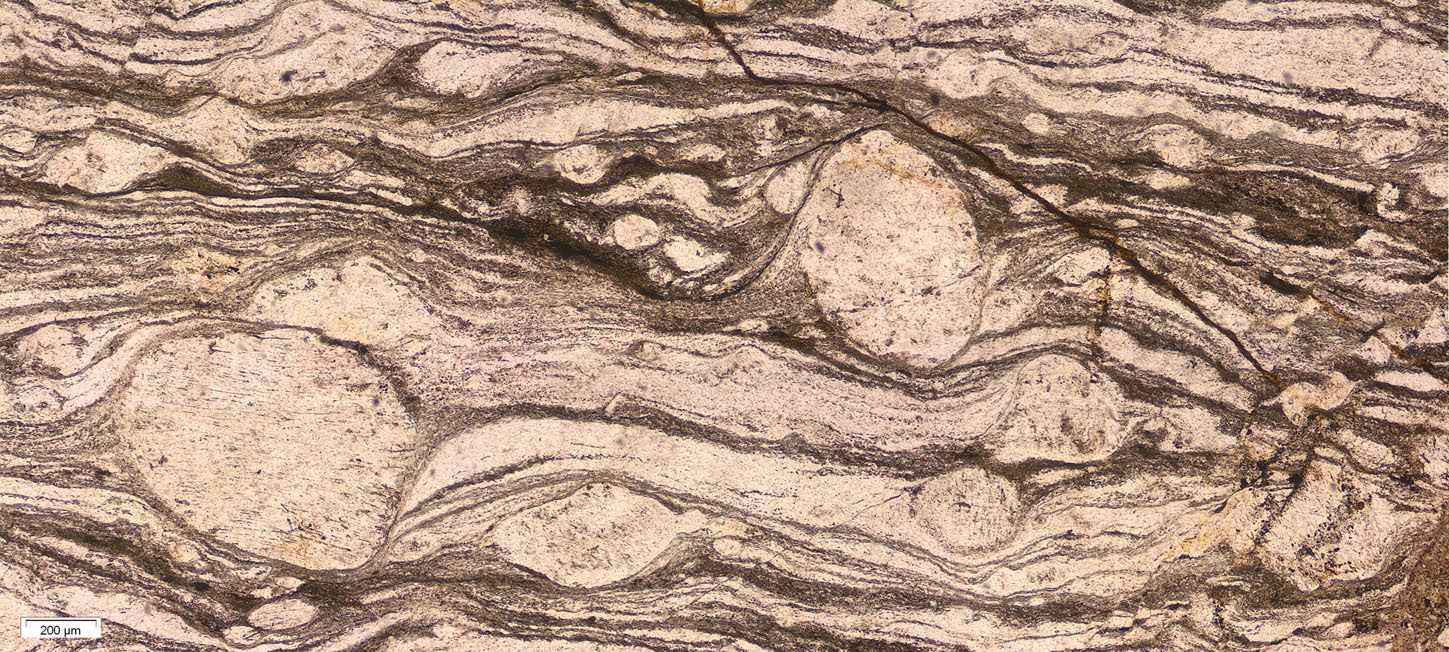
Mylonit bei Strona mit δ-Klasten aus dem italienischen Südalpin, rechtsverschiebende Scherung

Die ummantelten Porphyroklasten können in fünf verschiedene Typen unterteilt werden:
- Θ-Typus
- Φ-Typus
- σ-Typus
- δ-Typus
- komplex aufgebaute Objekte

Der Θ-Typus (Theta-Klast) besitzt als einziger keine Flügel (englisch wings), alle anderen Typen weisen Flügel auf. Der Mantel des Φ-Typus (Phi-Klast) zeichnet sich durch orthorhombische Symmetrie aus, die Mäntel sämtlicher restlichen Typen sind in ihrer Form monoklin. Der Mantel des σ-Typus (Sigma-Klast) ist direkt am Porphyroklasten sehr breit und läuft dann in zwei spitzen Flügeln aus. Die Flügel befinden sich aber nicht auf dem gleichen Niveau, sondern sind treppenartig gegeneinander versetzt (englisch stair-stepping). Beim orthorhombischen Φ-Typus mit etwas dünnerem Mantel befinden sich die  beiden Flügel mittig auf selber Höhe. Der Mantel beim δ-Typus (Delta-Klast) ist ebenfalls recht dünn; die beiden Flügel sind aber zusätzlich in sich gedreht. Sie laufen entweder mittig aus oder zeigen stair-stepping. Die komplex aufgebauten Objekte ähneln dem δ-Typus, tragen aber am Porphyroklasten noch ein weiteres Flügelpaar, das in seiner Ausgestaltung an den σ-Typus erinnert. Auch sie enden entweder mittig oder treppenartig versetzt.
Ummantelte Porphyroklasten bestehen gewöhnlich aus Feldspat in einer Quarz-Feldspat-Glimmer-Matrix, seltener aus Orthopyroxen in Peridotiten oder Dolomit in einer Calcit-Matrix.
Die ummantelten Porphyroklasten werden als das Ergebnis kristallplastischer Verformungen angesehen. In den Rändern der Porphyroklasten sammeln sich als Reaktion auf die Scherbewegungen in der umgebenden Matrix Dislokationsverknotungen (englisch dislocation tangles). Dies bewirkt, dass der Randbereich des Porphyroklasten sodann als Kern-und-Mantel-Struktur (englisch core-and-mantle structure) rekristallisiert. Der feinkörnige und rheologisch weiche Mantelbereich wird schließlich zu Flügeln (oder Schwänzen) beiderseits des Porphyroklasten ausgezogen, welche sich parallel zum mylonitischen Formgefüge (englisch shape fabric) einregeln. Während der Kern des Porphyroklasten starr bleibt oder an seinen Rändern weiter rekristallisiert und somit schrumpft,  setzt sich die Dehnung und Formänderung der Flügel weiter fort. Die Ausgestaltung der Flügel kann als Anzeiger des Schersinns und als Maß der rheologischen Eigenschaften herangezogen werden.  

### Sonstige
Auch kleine Boudins können als Porphyroklasten fungieren.  

## Entstehung

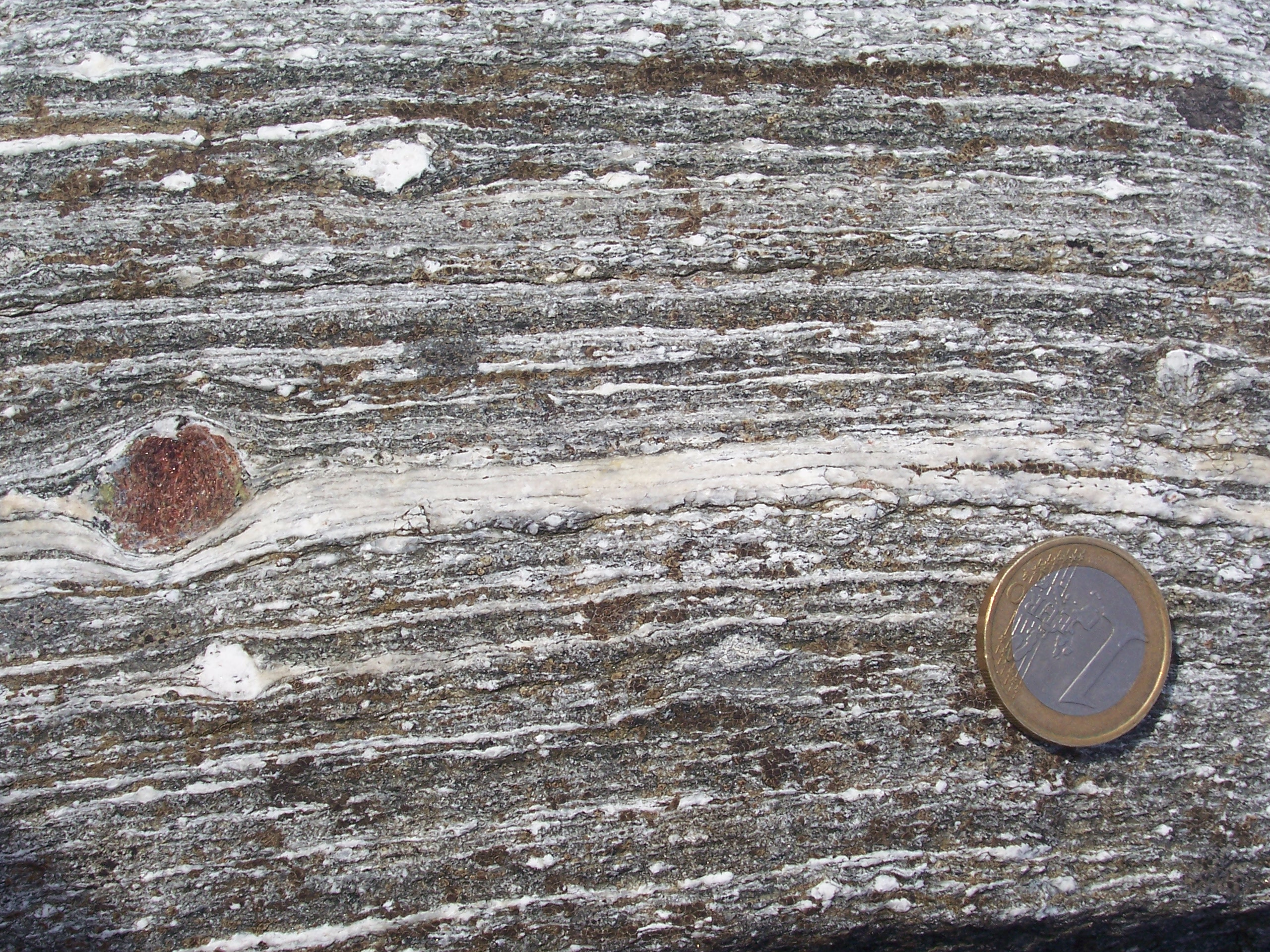
Mylonitgneis mit Porphyroklasten aus rotem Granat und kleineren weißen Plagioklasen. Otrøy, Westliche Gneisregion, Norwegen.

Porphyroklasten entstehen aufgrund des rheologischen Unterschieds der Gesteinskomponenten während der Verformung. Relativ harte, widerstandsfähige Minerale entwickeln sich zu Porphyroklasten, wohingegen rheologisch weiche Bestandteile zerschert und Teil der feinkörnigen Matrix werden. So reagieren Matrixminerale schon bei niedrigeren Temperaturen plastisch, während die Porphyroklasten noch bruchhaft verformt werden. Bei Quarz beispielsweise beginnt ab zirka 270 °C die duktile Deformation, wohingegen der Feldspat erst ab zirka 400–500 °C plastisch wird. Ganz ähnlich auch bei den Glimmern. So verhält sich Biotit bereits ab 250 °C duktil, während Muskovit noch stabil ist und zu Glimmerfischen deformiert wird.
Porphyroklasten bilden sich nicht immer automatisch in denselben Mineralen, da Druck-Temperatur-Bedingungen während der Verformung und die anfängliche Korngröße ebenfalls eine sehr entscheidende Rolle spielen. Im Unterschied zu Porphyroblasten, die im Verlauf der Metamorphose neu heranwachsen, sind Porphyroklasten sozusagen Fossilien des ursprünglichen Gesteinsverbandes und können wertvolle Hinweise auf dessen Zusammensetzung liefern. 

## Verwendung
Wie bereits angesprochen ermöglicht die spezifische Geometrie ummantelter Porphyroklasten in vielen Fällen eine Aussage über den herrschenden Schersinn innerhalb einer Scherzone. Gute Schersinnanzeiger sind daher wegen ihrer internen Asymmetrie und ihren versetzten Flügeln Sigma-Klasten, Delta-Klasten mit stair-stepping und komplexe Objekte mit stair-stepping.